# Füzes (település)
Füzes település Romániában, Szilágy megyében.

## Fekvése
Csákigorbótól délre, Füzesszentpéter és Vajdaháza között fekvő település.

## Története
Füzes nevét 1341-ben említették először az oklevelek Fizes, Fyzes neveken mint Valkó várához tartozó települést.
1481-ben Losonczi Bánffy András és Mihály birtoka volt.
1508-ban Báthory István, 1519-ben Borzási György volt Füzes birtokosa.
1570-ben leánynegyede Károlyi Lászlót, Bánffy István Zsófia nevű leányának unokáját illette.
1648-ban Rákóczi-birtok volt.
Az 1808-ban végzett összeíráskor gróf Petki, gróf Bánffy, báró Bánffy, Cserei, Vay, Máda, Mágya, Kaba, Keresi és más nemesi családok birtoka volt.
1847-ben 458 görögkatolikus lakosa volt, 1890-ben 600 lakosából 1 magyar, 13 német, 586 román volt, melyből görögkatolikus 586, izraelita 14 volt. A házak száma ekkor 132 volt.
1910-ben 1180 lakost számoltak itt össze, ebből 9 magyar, 1143 román volt, melyből 1170 görögkatolikus volt.
Füzes a trianoni békeszerződés előtt Szolnok-Doboka vármegye Csákigorbói járásához tartozott.

## Nevezetességek
Görögkatolikus fatemploma 1600-ban épült. A templom különlegessége, hogy az Alsóbánihoz hasonlóan, kívül is faliképei vannak.
A templom freskói:
Az épület külső nyugati oldalán balról: Izsák, Ábrahám és Jákob patriarchák. Középen: Jézus trónol, tőle jobbra egy angyal, kezében mérleggel. A jó cselekedeteket és a bűnösöket mérlegeli, s a pokolra küldi a rosszakat. Az elkárhozottakra váró ördögöket kecskefejjel, bakszakállal ábrázolták; kezeiken, lábaikon állati karmok, testük hosszú, bojtos farkú.
A templom déli oldalán Keresztelő Szent János fekvő alakja látható, amint int Szaloménak, Herodes, Herodias leányának ölében tálcán nyugszik a feje, mellette van a hóhér pallossal.
E képtől jobbra Illést látjuk a két szárnyas ló vonta szekerével.
S templom bejáratánál a négyszögletű kereten a három kötélforma díszítés tűnik szembe.
Az épület előcsarnokában: a női osztályban az öt okos és az öt esztelen szűz alakja van a falra festve, kezükben lámpást tartanak. E csoporttól jobbra a hajóban Jézus és tanítványai láthatók, amikor Jézus lecsendesíti a háborgó tengert.
A falak többi részén is szentek, patriarchák festett alakjai, az alacsony vízszintes mennyezeten harsonát fúvó angyalok.
A férfi osztályban ugyanúgy, mint az Alsóbáni templomban, a keresztúti jelenetek, és az iconasztázzal (képfallal) szemben Ádám és Éva a tiltott fával, a sanetuariumban Krisztus, az apostolok, az apostolok, szentek és próféták képei láthatók.
A faliképeket 1825-ben festették újra.
Az egyházközség anyakönyvét 1828-tól vezetik.